# Rio dei Lustraferri

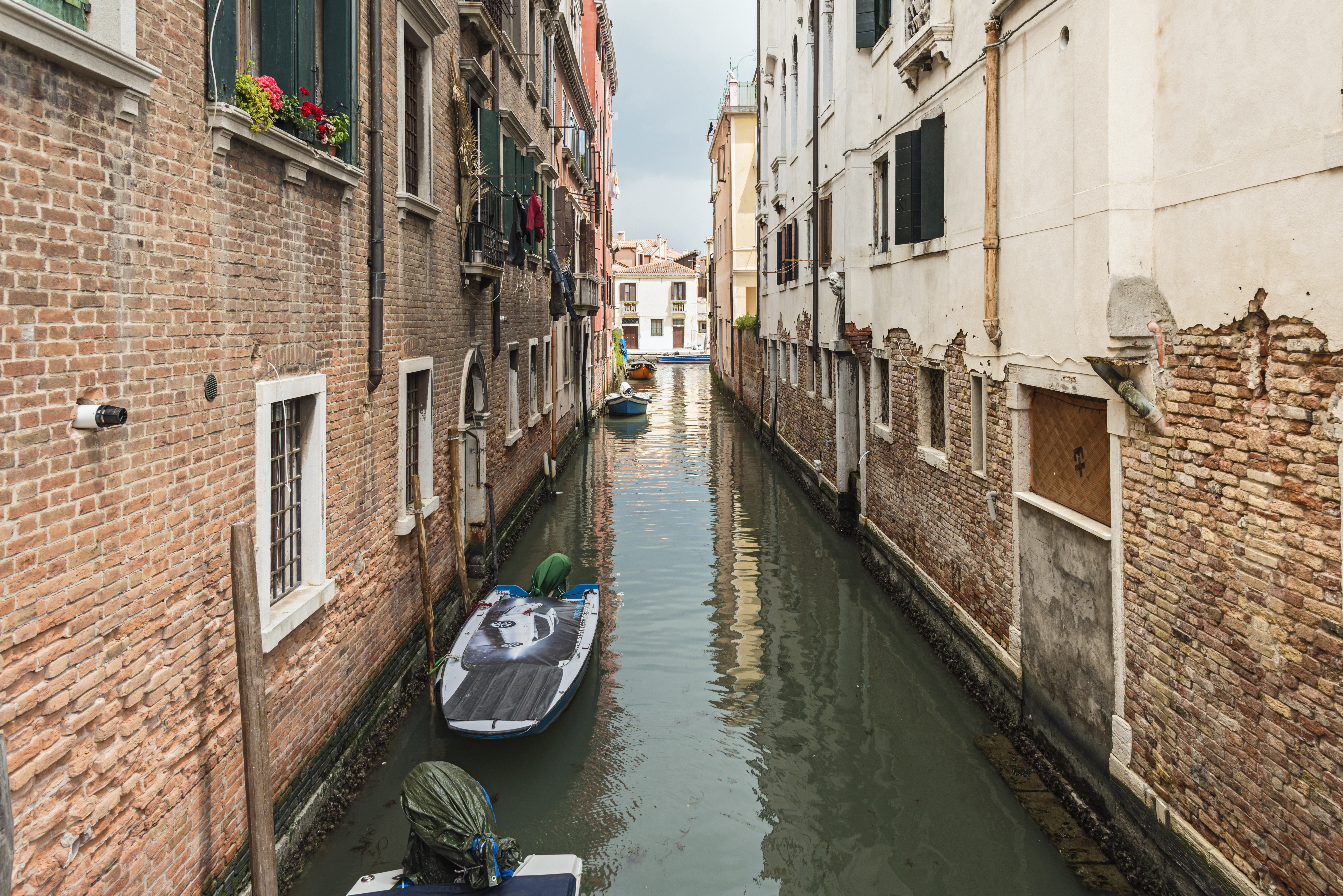
Rio dei Lustraferi

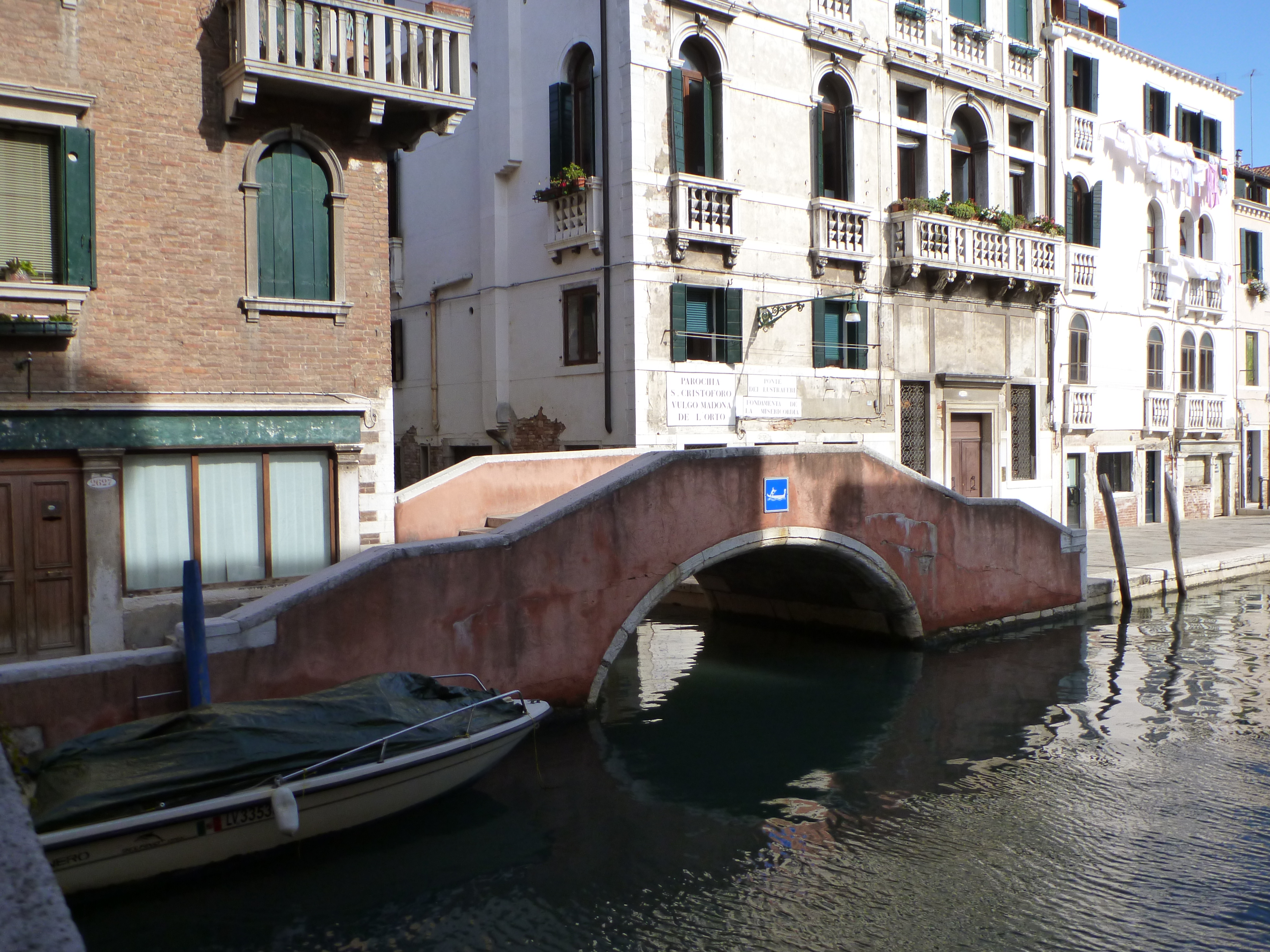
Ponte dei Lustraferi

Le rio dei Lustraferri (en vénitien: Lustraferi; canal des lustreurs de fer) est un canal de Venise dans le sestiere de Cannaregio en Italie.

## Toponymie
Le mot lustrafer(r)o renvoie au métier des polisseurs du fer, ceux qui intervenaient pour faire briller les pièces en fer après leur finition par le forgeron et qui avaient à cet endroit une bottega (boutique).
Ces artisans intervenaient pour la manufacture d'outils et de pièces de gondole, dont le ferro di prua.

## Description
Le rio dei Lustraferri a une longueur d'environ 76 m.
Il relie le rio della Sensa en sens sud au rio della Misericordia, qu'il rejoint sous le Ponte dei Lustraferi (avant 1760 Ponte delli Mozzi) du Fondamenta de la Misericordia.